# Van hai lá
Van hai lá (/ˈmaɪtrəl/) còn được gọi là van nhĩ thất trái là van có hai lá của tim nằm giữa tâm nhĩ trái và tâm thất trái. Van hai lá và van ba lá được gọi chung là van nhĩ thất do chúng nằm giữa tâm nhĩ và tâm thất.
Ở người bình thường, van hai lá mở, tâm nhĩ trái co cho dòng máu chảy qua trong thời kỳ tâm trương, và khi tâm thất trái co trong thời kỳ tâm thu van hai lá đóng lại. Sự đóng và mở van xảy ra do sự chênh lệch áp suất, mở ra khi máu suất ở tâm nhĩ trái lớn hơn ở tâm thất và đóng lại khi áp suất ở tâm thất lớn hơn tâm nhĩ.
Trong trường hợp bất thường, dòng máu phụt ngược qua van (hở hai lá) hoặc van hai lá bị hẹp (hẹp hai lá). Bệnh thấp tim thường gây tổn thương van hai lá, van cũng sa xuống theo tuổi và có thể bị tổn thương do viêm nội tâm mạc nhiễm khuẩn. Tên gọi "mitral valve" được đặt tên theo mũ mitra của giám mục với hình dáng hai vành tương tự như vậy.

## Cấu trúc

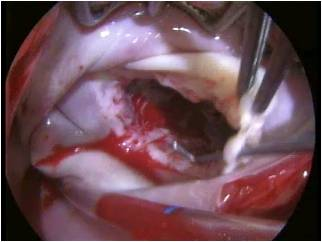
Phẫu thuật van hai lá với một thừng gân bám vào lá trước bị đứt

Van hai lá thường to từ 4 đến 6 xentimét vuông (0,62 đến 0,93 inch vuông), và nằm giữa tâm nhĩ trái và tâm thất trái. Nó có hai lá, một lá trước trong và một lá sau ngoài. Gốc van hai lá được bao quảnh bởi một vòng sợi gọi là vòng van hai lá. Lá trước chiếm khoảng hai phần ba van (tưởng tượng hình trăng lưỡi liềm trong một vòng tròn thì lá sau là phần lưỡi liềm). Mặc dù lá trước chiếm phần lớn vòng van và nhô cao hơn nhưng lá sau lại có diện tích bề mặt lớn hơn.

### Thừng gân
Các lá van không bị sa vào tâm nhĩ là nhờ các thừng gân. Thừng gân là các gân không đàn hồi một đầu bám vào cơ nhú trong thất trái, đầu kia bám vào các mép van. Cơ nhú nhô lên như những ngón tay ở thành thất trái.
Khi tâm thất co, áp lực trong tâm thất sẽ đẩy van đóng lại trong khi các thừng gân giữ cho các lá van đóng kín ngăn không cho van mở sai hướng (nhờ đó ngăn dòng chảy ngược vào nhĩ phải). Mỗi thừng gân lại có độ dày khác nhau. Những thừng mỏng nhất bám vào bờ tự do của lá van còn các thừng dày nhất bám khá xa bờ tự do. Sự sắp xếp này ảnh hưởng lớn đến sinh lý phân bố áp lực trong thời kỳ tâm thu.